# المؤتمر الرابع للتحالف الدولي لحق المرأة في التصويت

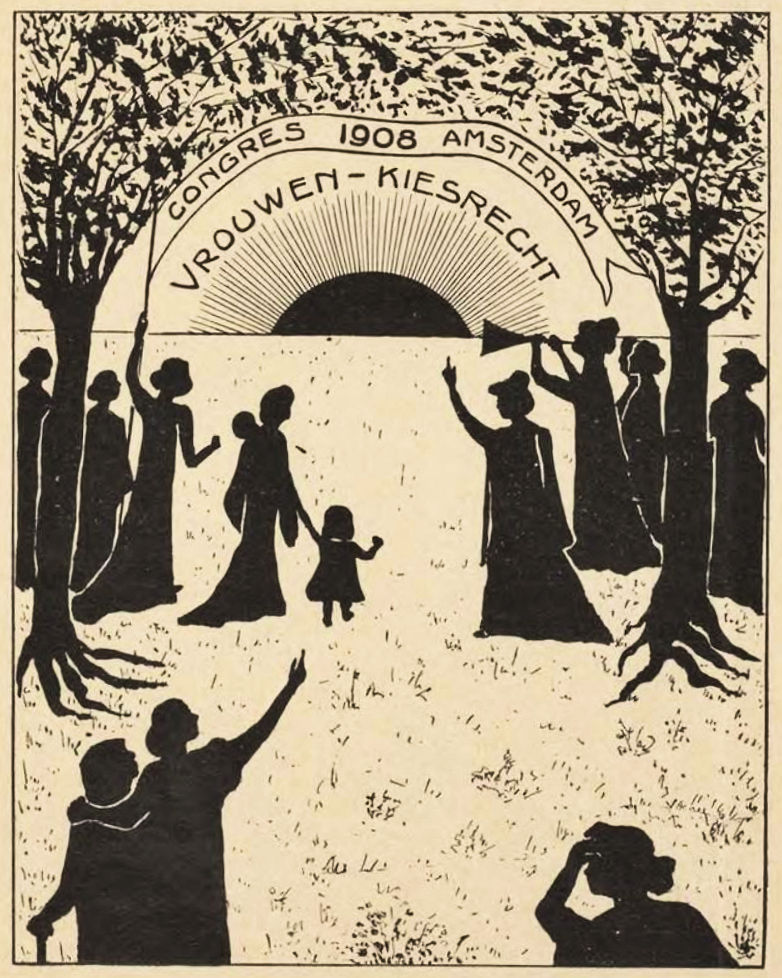
المؤتمر الرابع للتحالف الدولي لحق المرأة في التصويت

تم انعقاد المؤتمر الرابع للتحالف الدولي لحق المرأة في التصويت في الفترة من 15 إلى 21 يونيو 1908، في كونسيرت خيباو، أمستردام، هولندا.
بلغ عدد الدول المشاركة عند افتتاحه 13 دولة  بما في ذلك مندوبات من المجموعات النسائية التي تم تشكيلها مؤخرًا في بلغاريا والأراضي التشيكية والمجر.  وتم الاستماع إلى ثلاثة طلبات جديدة للعضوية ثم قبلت هذه الطلبات، وهي بالتحديد طلبات الاتحاد النسائي البلغاري، والتي قدمتها
جيني بوجيلوفا باتيفا؛  والسويسرية Verband fur Frauenstimmrecht ؛ بالإضافة إلى طلب الجمعيتين كيب تاون وناتال اللتين اتحدتا لاجل الانتماء، وبهذا مثلت جنوب إفريقيا. مثل المندوبون الاخوية خمس دول إضافية، وبما أن جميع الجمعيات المساعدة قد أرسلت مندوبين إلى الاجتماع، فقد تم تمثيل واحد وعشرين دولة في مؤتمر أمستردام. 
أعلنت رئيسة التحالف الدولي لحق المرأة في التصويت في كونغرس أمستردام، «إنكلترا هي مركز العاصفة في حركتنا» بعد سماع إيمي ساندرسون، وصفت أحد المندوبات التنفيذيات الوطنيات الثلاثة موقف الحكومة البريطانية ونساء الطبقة المتوسطة. كانت هذه قناعة الكونجرس، الذي قرر بالتالي عقد المؤتمر الدولي القادم لحق المرأة في التصويت في لندن (في أبريل 1909). 

## فهرس
- International Alliance of Women for Suffrage and Equal Citizenship (1908). Report of Congress (ط. Public domain). Amsterdam, Holland. مؤرشف من الأصل في 2022-09-21.{{استشهاد بكتاب}}:  صيانة الاستشهاد: مكان بدون ناشر (link)
- Schirmacher، Käthe (1912). The Modern Woman's Rights Movement: A Historical Survey (ط. Public domain). Kraus Reprint. مؤرشف من الأصل في 2022-09-23.

## روابط خارجية
- تقرير الكونجرس